# Calestous Juma
Calestous Juma, né le 9 juin 1953 à Busia et mort le 15 décembre 2017 à Cambridge est un universitaire kényan et employé des Nations unies. Né dans une famille pauvre, il est un temps instituteur avant de se faire connaître par la qualité de ses écrits dans la presse. Devenu journaliste scientifique, puis chercheur, il acquiert une renommée qui lui permet de poursuivre ses études jusqu'au doctorat au Royaume-Uni. Il commence une carrière au Centre africain d'études technologiques (en), puis devient directeur exécutif de la Convention sur la diversité biologique et chercheur à la Kennedy School. Ses recherches sur l'agriculture, l'appropriation de l'innovation et le développement économique connaissent une large diffusion au niveau universitaire mais aussi politique. Son parcours est récompensé de nombreux prix.

## Biographie
Calestous Juma naît dans le village de Busia le 9 juin 1953 dans un contexte de fin de la colonisation et de début d'indépendance,. Il passe son enfance près de Port Victoria, sur les rives du lac du même nom,. La famille de 14 enfants est régulièrement frappée par le paludisme et par des expulsions de leur logement. Calestous Juma fait dater son intérêt pour les questions d'innovation aux inondations qui emportent les cultures de Port Victoria. Il raconte que son père, charpentier de métier, rapporte de l'Ouganda du manioc, plus résistant à ce type d'événement,. Sa mère fait de la vente dans les marchés pour subvenir aux besoins de la famille et à l'éducation de ses enfants. Tout au long de ses études, il est soutenu et encouragé par ses parents.

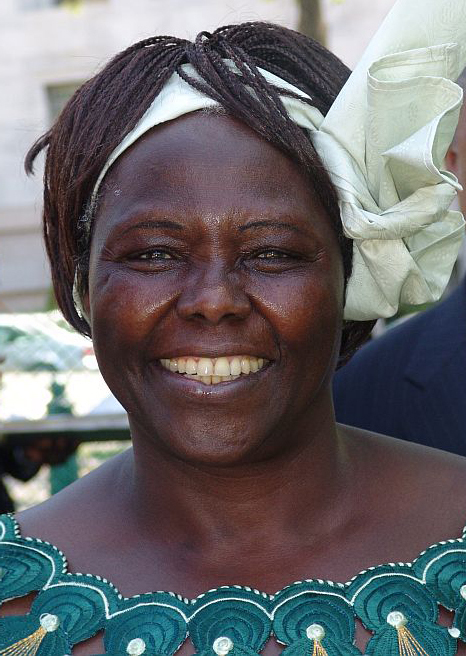
La biologiste et prix Nobel de la paix Wangari Maathai.

Il fait de la réparation d'électronique pour payer ses études et suit une formation d'instituteur, incapable de financer ses études à l'université. En 1974, il est diplômé de l'école de formation des enseignants Egoji. Il devient instituteur en sciences à Mombasa au sud du Kenya. Repéré grâce à sa plume, il est employé comme correspondant scientifique et environnemental au Daily Nation. Il est à l'époque un des premiers journalistes spécialisés dans les sciences en Afrique de l'Est et acquiert rapidement une notoriété sur ces questions,,. Encouragé par Wangari Maathai et le géographe Phil O'Keefe (en), il part étudier en 1982 au Royaume-Uni à l’université du Sussex grâce à une bourse,. Il soutient son doctorat en 1986 sur le développement de la technologie de l'éthanol-carburant avec un comparatif entre le Brésil et le Zimbabwe.

### Fondation du Centre africain d'études technologiques
De retour au Kenya, il est à l'origine du Centre africain d'études technologiques (en) (ACTS), à l'époque premier groupe de réflexion sur la politique scientifique en Afrique. Les nombreuses études et formations menées posent par exemple un cadre légal sur la propriété intellectuelle et les brevets au Kenya. L'office des brevets du Kenya est créé à la suite de cette législation.

### Carrière aux Nations unies
En 1995, il est directeur exécutif de la Convention sur la diversité biologique. Il en part en 1998 avant l'adoption du protocole de Cartagène sur la prévention des risques biotechnologiques en 2000 en raison des limites qu'elle pose sur l'usage des OGM en Afrique. Il travaille dans plusieurs groupes traitant des sciences, mais aussi des objectifs du millénaire sur le continent africain et met en place des réseaux scientifiques et politiques,. En 1998, il devient professeur de développement international à la Kennedy School,.

### Investissement dans la recherche en Afrique
Une partie de la carrière de Calestous Juma est consacrée à l'émergence de réseaux scientifiques en Afrique et à leur institutionnalisation politique. Il est régulièrement sollicité par des politiques ou par l'Union africaine.
Il est un acteur du Réseau d'Afrique australe pour les biosciences qui permet aux chercheurs et chercheuses d'Afrique un accès aux laboratoires sur l'agriculture et la santé. Calestous Juma a co-présidé le Groupe de haut niveau de l’Union africaine sur la science, la technologie et l’innovation. Il est le fondateur de l'association African Centre for Technology Studies, qui traite de recherche technologique et de développement durable.

### Fin de vie
Calestous Juma meurt d'un cancer le 15 décembre 1953 à Cambridge dans le Massachusetts. Son décès entraîne de nombreux hommages, d'universitaires mais aussi de politique auprès desquels il était influent,. Le président kényan Uhuru Kenyatta parle d'un éminent savant, Paul Kagame « Nous avons perdu un esprit brillant qui se consacrait à l'innovation, à l'éducation et à la prospérité de l'Afrique ».

## Travaux
Les recherches de Calestous Juma portent sur les questions d'environnement, d'agriculture et d'appropriation de l'innovation par les sociétés. Sa position d'utiliser la technologie et l'innovation est alors innovante.

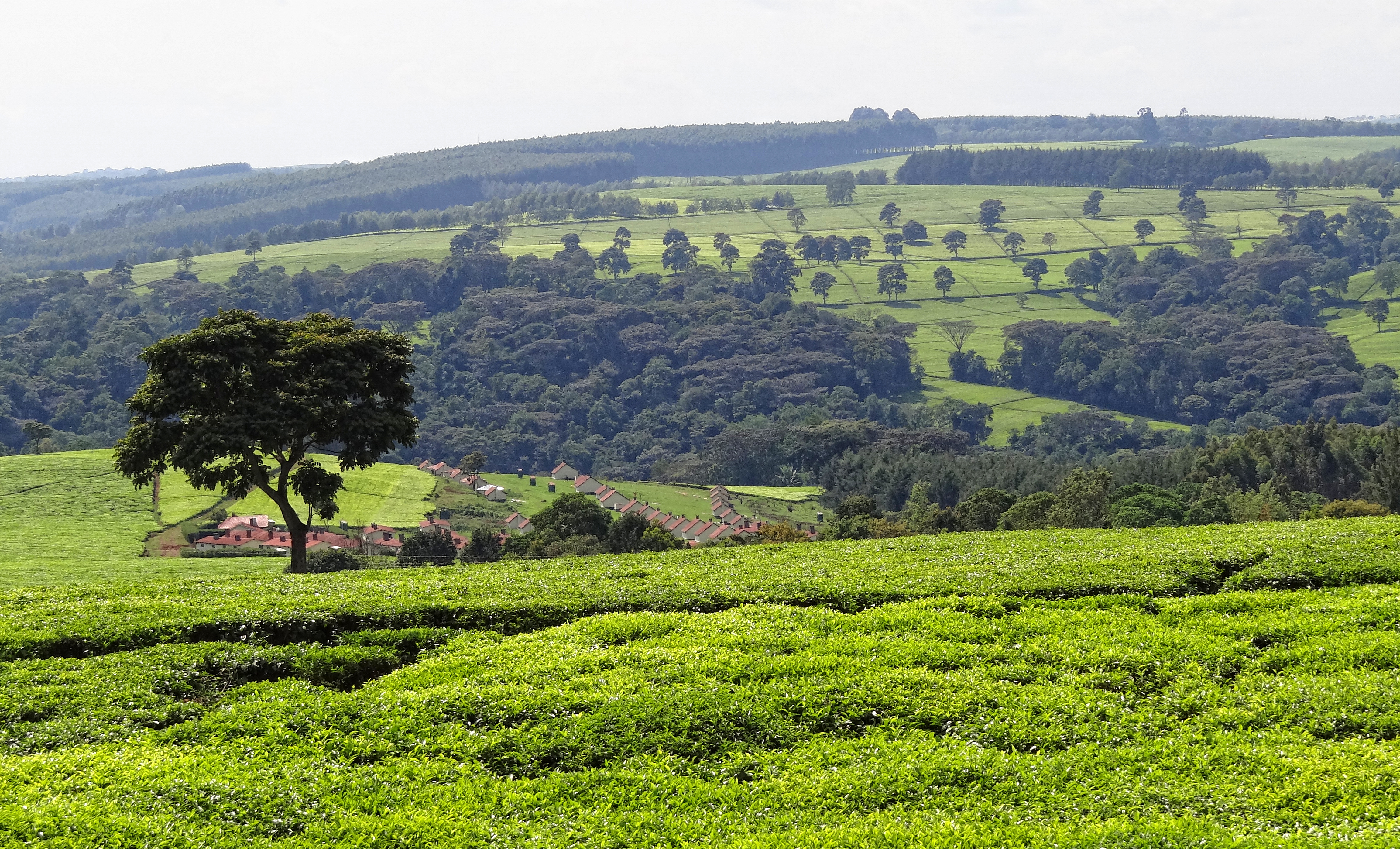
Plantations de thé au Kenya.

Il est à l'origine d'une large étude sur le développement économique et la protection de l'environnement. Il est un défenseur des biotechnologies et un partisan de l'utilisation des OGM comme solution technique face au changement climatique. En raison de cette position, il fait face à de nombreuses critiques, notamment pour ses liens avec des études de Monsanto,. Calestous Juma développe son point de vue dans son livre The Gene Hunters qui contribue à la création de la Convention sur la diversité biologique en 1992. Dans Innovation and Its Enemies, il réalise une histoire de la résistance à l'innovation en montrant que ce phénomène a existé tout au long de l'histoire. Pour lui, les freins dans l’appropriation de l'innovation et du changement sont liés à la croyance qu'une faible partie de la société en bénéfice, au contraire de la société qui en supporte le risque,.

Dans The New Harvest, Calestous Juma apporte une approche critique de la révolution verte en pointant ses limites. Il regrette notamment le manque d'éducation dans le domaine agricole, vu comme un dernier recours et non une carrière en Afrique.

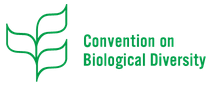
Logo de la Convention sur la diversité biologique.

Ses travaux portent aussi sur les institutions des pays dont il se montre souvent critique, déplorant leur immobilisme et leur manque d'accompagnement par des infrastructures dans l'innovation,.
Les recherches de Calestous Juma ont obtenu le soutien de nombreux pays et de fondations comme celle de Bill et Melinda Gates.

## Hommage et distinctions
Tout au long de sa carrière, Calestous Juma obtient de nombreuses récompenses dont :
- Prix Pew Scholar en 1989 pour l'environnement et les ressources naturelles[17];
- Membre de l'Académie mondiale des arts et des sciences en 1989[1];
- Prix Justinian Rweyemamu en 1992[1];
- Palmarès mondial des 500 en 1993[1];
- Médaille Henry Shaw en 2001[1];
- Membre de The Royal Society en 2006[1] ;
- Membre de l'Académie kényane des sciences en 2006[1];
- Elder of the Burning Spear (cs) en 2006[1] ;
- Docteur honoris causa de l'université du Sussex en 2006[1] ;
- Docteur honoris causa de l'université de l'éducation de Winneba en 2007 ;
- Docteur honoris causa de l'université McGill en 2013[1] ;
- Lifetime Africa Achievement Prize en 2014[18];
- Prix Breakthrough Paradigm en 2017[1].

## Postérité
La fondation Calestous Juma legacy est créée en 2019.

## Publications
Durant toute sa carrière Calestous Juma publie beaucoup, des ouvrages, des articles mais aussi dans des journaux comme dans The New-York Times ou The Guardian :
- (en) Calestous Juma, The Gene Hunters: Biotechnology and the Scramble for Seeds, Princeton Legacy Library, 1989 (ISBN 9780691633077)
- (en) Norman Clark, Calestous Juma, Long-run Economics, An Evolutionary Approach to Economic Growth, 2013 (ISBN 9781472511621)
- (en) Calestous Juma, The new harvest: agricultural innovation in Africa, Oxford University Press, 2015 (ISBN 978-0-19-023723-3)
- (en) Calestous Juma, Innovation and its enemies: why people resist new technologies, Oxford University Press, 2016 (ISBN 978-0-19-046703-6)